# Actio empti
Mittels der actio empti konnte im römischen Obligationenrecht der Käufer einer Sache aus dem Kaufvertrag (emptio venditio = Kauf Verkauf) Leistung des Kaufgegenstandes verlangen. Außerdem konnte er mit der Klage Ansprüche aus Sachmängelhaftung geltend machen.
Die Klageart bildete das Pendant zur actio venditi, die umgekehrt dem Verkäufer zur Verfügung stand, um Bezahlung des für die Sache vereinbarten Kaufpreises zu verlangen. Dem römischen Juristen schwebte bei der actio empti nicht das Idealbild der auf Übereignung (rem dare) ausgerichteten traditio, mancipatio oder in iure cessio vor, sondern lediglich die Erfüllung der Leistungsverpflichtung (facere) aus Kauf (empti = Partizipialform von kaufen). Die Leistung des Verkäufers verschaffte dem Käufer nur dann Eigentum, wenn er selbst Eigentümer der Sache war.
Die Klage auf Leistung des Kaufgegenstandes der actio empti richtete sich darauf, dem Käufer ungestörten Besitz einzuräumen und ihn nicht am Fruchtgenuss zu hindern. Für diese Rechte hatte der Verkäufer stets Gewähr zu tragen. Sofern Leistungsstörungen wie Nichterfüllung oder Verzug beziehungsweise Sach- und/oder Rechtsmängel auftraten, konnte der Käufer Geldersatzansprüche geltend machen. Die der Prozessformel als Streitgegenstand zugrundeliegenden Leistungspflichten konkretisierten die Juristen nach den Grundsätzen ex fide bona (Einhaltung der Zusage).
Ursprünglich soll die actio empti den Fällen des wissentlichen Verkaufs fremder Sachen (dolus) und der ausdrücklichen Zusicherung nicht bestehender Eigenschaften (dicta) vorbehalten gewesen sein. Ab der Regentschaft des nachklassischen Kaiser Julian hatte der Verkäufer verschuldensunabhängig, aus einer Garantiepflicht heraus, Erfüllungshaftung zu übernehmen.

## Quelle
In den Digesten wird die Beschreibung der Kaufklage durch den spätklassischen Juristen Ulpian wiedergegeben.

“Ex emptoactione is qui emit utitur. (1) Et in primis sciendum est in hoc iudicio id demum deduci, quod praestari convenit: cum enim sit bonae fidei iudicium, nihil magis bonae fidei congruit quam id praestari, quod inter contrahentes actum est. Quod si nihil convenit, tunc es praestabuntur, quae naturaliter insunt huius iudicii potestate. (2) Et in primis ipsam rem praestare venditorem oportet, id est tradere: quae res, si quidem Dominus fuit venditor, facit et emptorem Dominum, si non fuit, Tantum evictiones nomine venditorem obligat, si modo pretium est numeratum aut eo nomine satisfactum, emptor autem nummos venditoris facere cogitur.”

„Die actio empti ist die Klage des Käufers. (1) Vor allem ist zu beachten, dass nur das Gegenstand der Klage ist, worüber man sich geeinigt hat, dass es geleistet werde. Da es sich um eine bonae fidei iudicium handelt, so entspricht es dem Grundsatz von Treu und Glauben, dass dasjenige geleistet wird, was die Parteien vereinbart haben. Ist nichts Bestimmtes vereinbart worden, so muss das geleistet werden, was nach der Natur der Sache Gegenstand des Verfahrens ist. (2) Vor allem aber muss der Verkäufer die Sache selbst leisten, das heißt übergeben, war der Verkäufer Eigentümer, so haftet er nur für Eviktion, sofern der Preis bezahlt oder Sicherheit geleistet ist. Der Käufer muss den Verkäufer zum Eigentümer des Geldes machen.“